# Ronald Ramón
Pour les articles homonymes, voir Ramón.
Ronald Ramón, né le 14 janvier 1986, dans le Bronx, à New York, est un joueur dominicain de basket-ball. Il évolue au poste d'arrière. 